# Sin City – A bűn városa
A Sin City – A bűn városa (eredeti cím: Sin City, illetve Frank Miller's Sin City) 2005-ben bemutatott amerikai neo-noir bűnügyi filmthriller, melynek rendezője, valamint producere Frank Miller és Robert Rodríguez (egy jelenetet Quentin Tarantino rendezett). A film Frank Miller azonos című képregénysorozatának adaptációja.
A film széles szereplőgárdát vonultat fel: fontosabb szerepben tűnik fel Jessica Alba, Benicio del Toro, Brittany Murphy, Clive Owen, Mickey Rourke, Bruce Willis, Elijah Wood, Alexis Bledel, Powers Boothe, Michael Clarke Duncan, Rosario Dawson, Carla Gugino, Rutger Hauer, Jaime King, Michael Madsen, Nick Stahl és Makenzie Vega.
A képregény-adaptáció bevételi és kritikai sikert aratott. Főként vizuális stílusát dicsérték: a film túlnyomórészt fekete-fehér, ugyanakkor bizonyos elemeket színes felvételek tesznek hangsúlyossá. Folytatása a 2014-es Sin City: Ölni tudnál érte.

## Cselekmény
A történet 3 szálon fut: 
- Egy kiöregedő és szívbeteg mintazsaru, John Hartigan (Bruce Willis) megmenti a tizenegy éves Nancy Callahant a korrupt Roark szenátor szadista fiától, de a korrupt rendőrök nyakába varrják a szenátor fiának összes bűnét.
- Az ijesztő külsejű, könyörtelen, de mégis igazságos Marv (Mickey Rourke) meg akarja bosszulni a vele egy feledhetetlen éjszakát töltő Goldie (Jaime King) halálát.
- Egy hírhedt gyilkos, Dwight McCarthy (Clive Owen) meg akarja védeni az Óváros és a rendőrség közötti békét: Óváros lakói (a prostik) megölik a fegyverrel fenyegetőző Jackie fiút (Benicio del Toro), akiről kiderül, hogy ő a hírhedt Jack Rafferty nyomozó, a város elismert "mintazsaruja".

Ezután visszatér a film az első szálhoz, amikor Hartigan és az ifjabb Roark ismét összecsap, de már 8 évvel később. Nancy (Jessica Alba) felnőtt nővé érett, és egy bárban táncosnő. A filmet keretbe foglalja a bérgyilkos, akit nők megölésére bérelnek fel.

## Szereplők
| Szereplő                               | Színész                   | Magyar hang         |
| -------------------------------------- | ------------------------- | ------------------- |
| Nancy Callahan                         | Jessica Alba              | Major Melinda       |
| Nancy 11 évesen                        | Makenzie Vega             | Kántor Kitty        |
| Miho                                   | Devon Aoki                | nem szólal meg      |
| Becky                                  | Alexis Bledel             | Majsai-Nyilas Tünde |
| Ethan Roark szenátor                   | Powers Boothe             | Papp János          |
| Liebowitz                              | Jude Ciccolella           | Kristóf Tibor       |
| Rick Gomez                             | Douglas Clump             | Karácsonyi Zoltán   |
| Gail                                   | Rosario Dawson            | Agócs Judit         |
| Jack "Iron Jack" Rafferty / Jackie fiú | Benicio del Toro          | Szabó Győző         |
| Manute                                 | Michael Clarke Duncan     | Faragó András       |
| Brian                                  | Tommy Flanagan            | Halmágyi Sándor     |
| Lucille                                | Carla Gugino              | Román Judit         |
| A férfi                                | Josh Hartnett             | Nagy Ervin          |
| Patrick Henry Roark bíboros            | Rutger Hauer              | Barbinek Péter      |
| Stuka                                  | Nicky Katt                | Juhász György       |
| Goldie és Wendy                        | Jaime King                | Kisfalvi Krisztina  |
| Bob nyomozó                            | Michael Madsen            | Sörös Sándor        |
| Schutz                                 | Clark Middleton           | Kapácsy Miklós      |
| Shellie                                | Brittany Murphy           | Ullmann Mónika      |
| Tammy                                  | Lisa Marie Newmyer        |                     |
| Burt Schlubb                           | Nick Offerman             | Bolla Róbert        |
| Dwight McCarthy                        | Clive Owen                | Selmeczi Roland     |
| Marv                                   | Mickey Rourke             | Rajhona Ádám        |
| A lány                                 | Marley Shelton            | Solecki Janka       |
| Ethan Roark Jr. / Sárga Dög            | Nick Stahl                | Kaszás Gergő        |
| Lenny és Benny                         | Scott Teeters             | Pálmai Szabolcs     |
| Dallas                                 | Patricia Vonne            | Keönch Anna         |
| John Hartigan nyomozó                  | Bruce Willis              | Dörner György       |
| Kevin                                  | Elijah Wood               | nem szólal meg      |
| pap                                    | Frank Miller (cameo)      | Rudas István        |
| SWAT tagja                             | Robert Rodríguez (cameo)  |                     |
| Busker                                 | Quentin Tarantino (cameo) |                     |

## Érdekességek
- A filmben vannak visszatérő szövegek, amiket különböző helyzetekben "mondanak el" a főszereplők (ezek nem párbeszédben hangzanak fel, hanem gondolják a szereplők)
- A három szálat összeköti a kocsma, ahol először Dwight mond el magában pár mondatot Marvról, majd a film későbbi részében Marv nézi végig, ahogy Nancy megcsókolja Hartigant.
- A filmben kétszer is felbukkan a város jelző Basin City tábla, viszont amikor először látható, akkor a táblán az első két betű át volt satírozva, így a "Sin City" nevet adja ki, ami a Bűn Városát jelenti.
- A film nem teljesen időrendi sorrendben játszódik, amire a fent említett táblán kívül az is utal, hogy a kocsmában látható Marv, a farmon pedig Kevin, pedig ők már a film elején meghaltak.
- Tarantino ebben a filmjében is megjelenik, de csak mint utcai zenész egy pillanatra.
- Az autós jelenetében Tarantino ugyanazt a megoldást használja, mint Jean-Luc Godard a Bolond Pierrot-ban. A különböző színű spotlámpák felváltva tűnnek fel és el a szélvédő mindkét oldalán jelezve az úton haladást.